# 秋田市立金足西小学校
秋田市立金足西小学校（あきたしりつ かなあしにししょうがっこう）は、秋田県秋田市金足にある公立小学校。学校区は、秋田市北部、おおむね、奥羽本線東部、県道41号線近辺となっている。歌のどじょっこ ふなっこ発祥の地である。 

## 概要
1875年創設の伝統校。金足西部を学区としている。ほとんどの生徒が、秋田市立秋田北中学校に進学する。秋田市立下新城小学校統合後の秋田市立飯島小学校への統合が検討されている。
- 敷地面積：  41,965m2
- 校舎面積： 3,224m2
- 屋内運動場面積：794m2
- 屋外運動場面積:     13,856m2[2]

## 教育目標
- 強く 正しく 豊かしく　－共に学び，共に伸びる－
  - 体と心をきたえる子ども
  - なかよく助け合う子ども
  - 明るいあいさつができる子ども
  - しっかり考え，学び合う子ども

## 沿革
以下、注釈の無い項目は学校の公式サイトの情報によるもの。
- 1875年 岩瀬小学校創立
- 1877年　南秋田郡発足、五邑小学校と改称
- 1879年　岩瀬尋常小学校と改称
- 1882年　高岡尋常小学校岩瀬分校と改称
- 1887年 岩瀬尋常小学校と改称
- 1889年　金足村発足、岩瀬簡易小学校と改称
- 1892年　岩瀬尋常小学校と改称
- 1898年　下刈尋常小学校を分離
- 1904年　岩瀬大表へ移転
- 1905年　岩瀬尋常高等小学校と改称
- 1907年 下刈尋常小学校を統合、下刈財浜へ移転
- 1908年　金足西尋常高等小学校と改称
- 1910年　農業補習学校併置
- 1913年　立太子記念運動場設置
- 1932年　校歌が児童歌として歌われ始める
- 1934年　現在地（大清水台）に校舎新築
- 1936年　玉川大学合唱団来校（どじょっこふなっこ作曲）
- 1941年　金足西国民学校と改称
- 1944年　最高児童数（16 学級 839 名）
- 1945年　学童疎開(約 60 名)受入
- 1947年　金足村立金足西小学校と改称(中学校併置)
- 1954年 秋田市編入、秋田市立金足西小学校と改称
- 1962年　併置中学校が北中学校と改称
- 1963年　北中学校移転
- 1970年　金足西ラグビースクール創設
- 1973年　柔道クラブ創設、野球・バスケットクラブ創設
- 1974年　創立 100 周年・校門設立、県給食優良校表彰、合唱クラブ創設
- 1975年　御蔵島訪問団来校、赤電話設置
- 1976年 岩瀬ささら29年ぶり復活
- 1986年 陶芸小屋建設
- 1992年 昭和30年以来の昭和町大清水北野地区からの委託児童の受入終了
- 1994年 「どじょっこふなっこ」歌碑建立
- 2000年 青山学院初等部児童短期留学に来校、外国語活動が始まる
- 2003年 ヤートセ秋田祭に参加、5年宿泊研修が大森山少年の家から太平山自然学習センターに
- 2004年 創立 130 周年・ふるさと教室設置、金足西児童館創立
- 2005年 ネイチャーサイエンスクラブが「齋藤憲三顕彰会研究助成」を受ける
- 2014年 ヤートセ秋田祭Jr大賞インパクト賞受賞

## 校章
- 校章のページを参照。
- 金・西・小の三文字の図案化の他、大地（底辺）に立つ五邑（五つの線）の和協を表し、周辺の三辺は、知・徳・体の円満な発達を目指す。

## 校歌
- 校歌のページを参照。
- 佐々木三郎　作詞、藤井吉次郎　作曲、菊池三男　和声

## スポーツ少年団
- 野球
- 柔道
- ラグビー
- バスケットボール女子[2]

## 主な進学先
- 秋田市立秋田北中学校

## 最寄駅
- JR追分駅

## アクセス
- キングタクシー 秋田市マイタウン・バス北部線金足コース　追分駅前北部SC方面他　金足西小学校前下車他

## 著名出身者
- 小野和幸 (プロ野球選手) [4]
- 水沢薫　(プロ野球選手)
- 奈良磐松 (銀行家)

## 学区内周辺

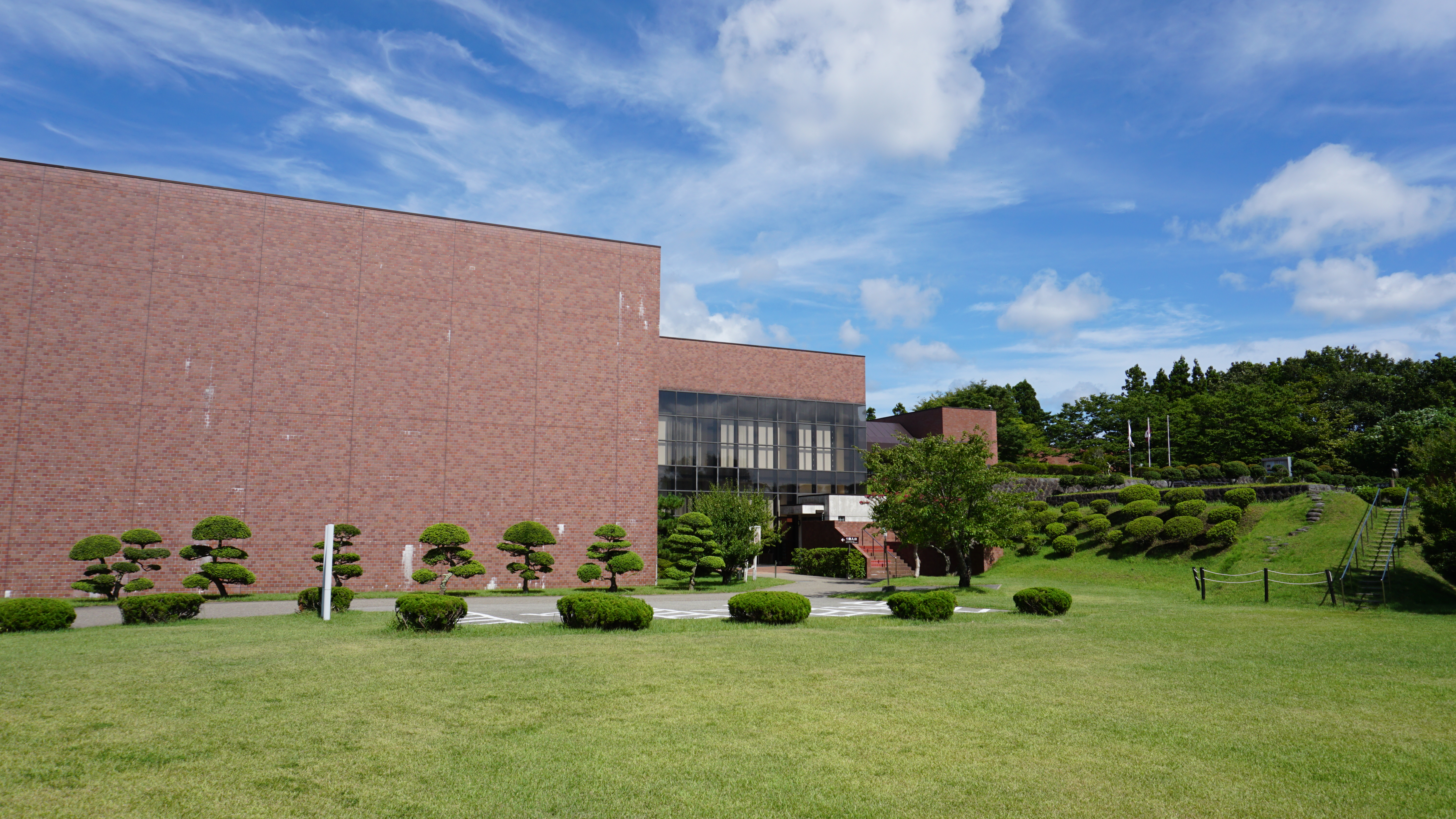
秋田県立博物館
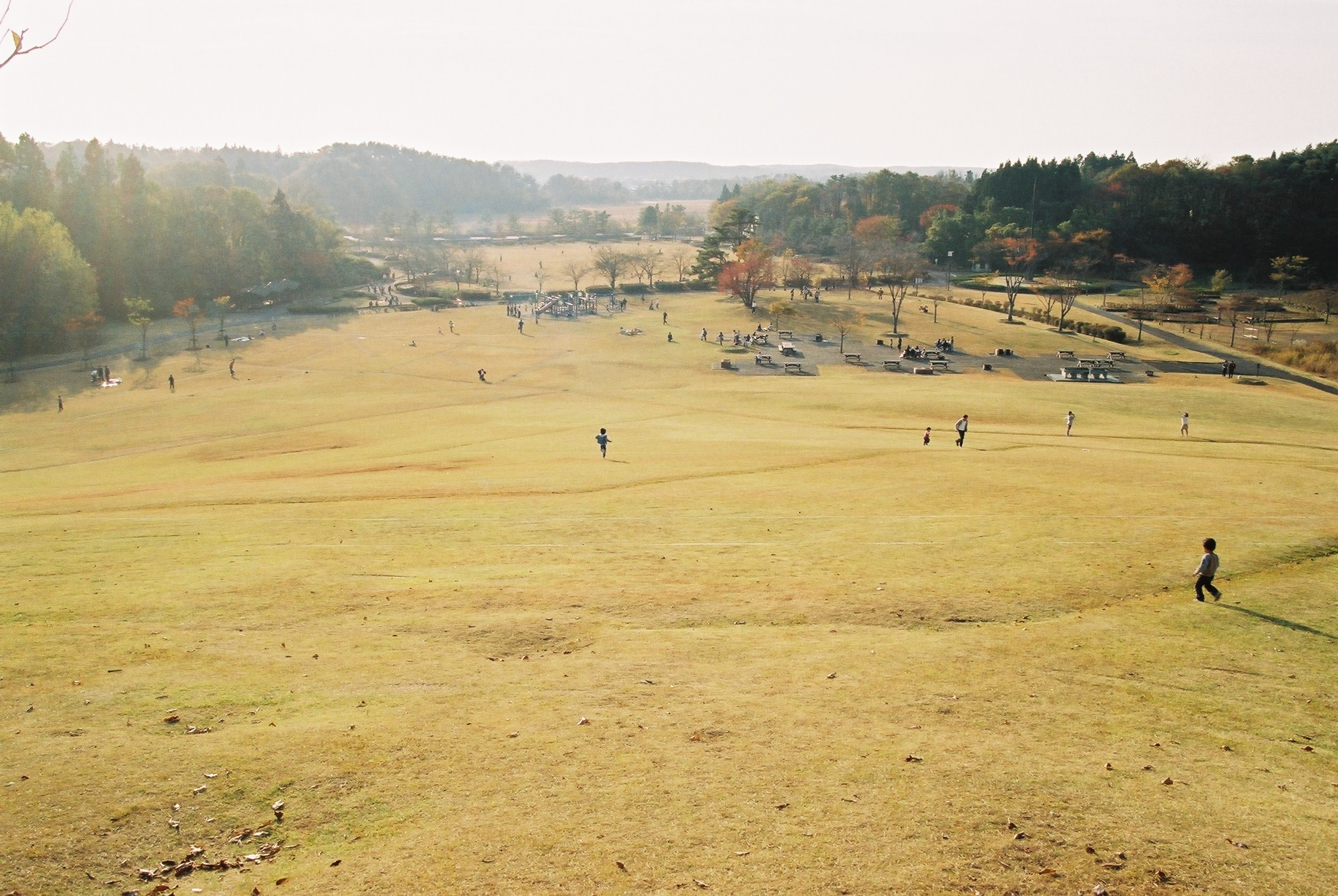
小泉潟公園
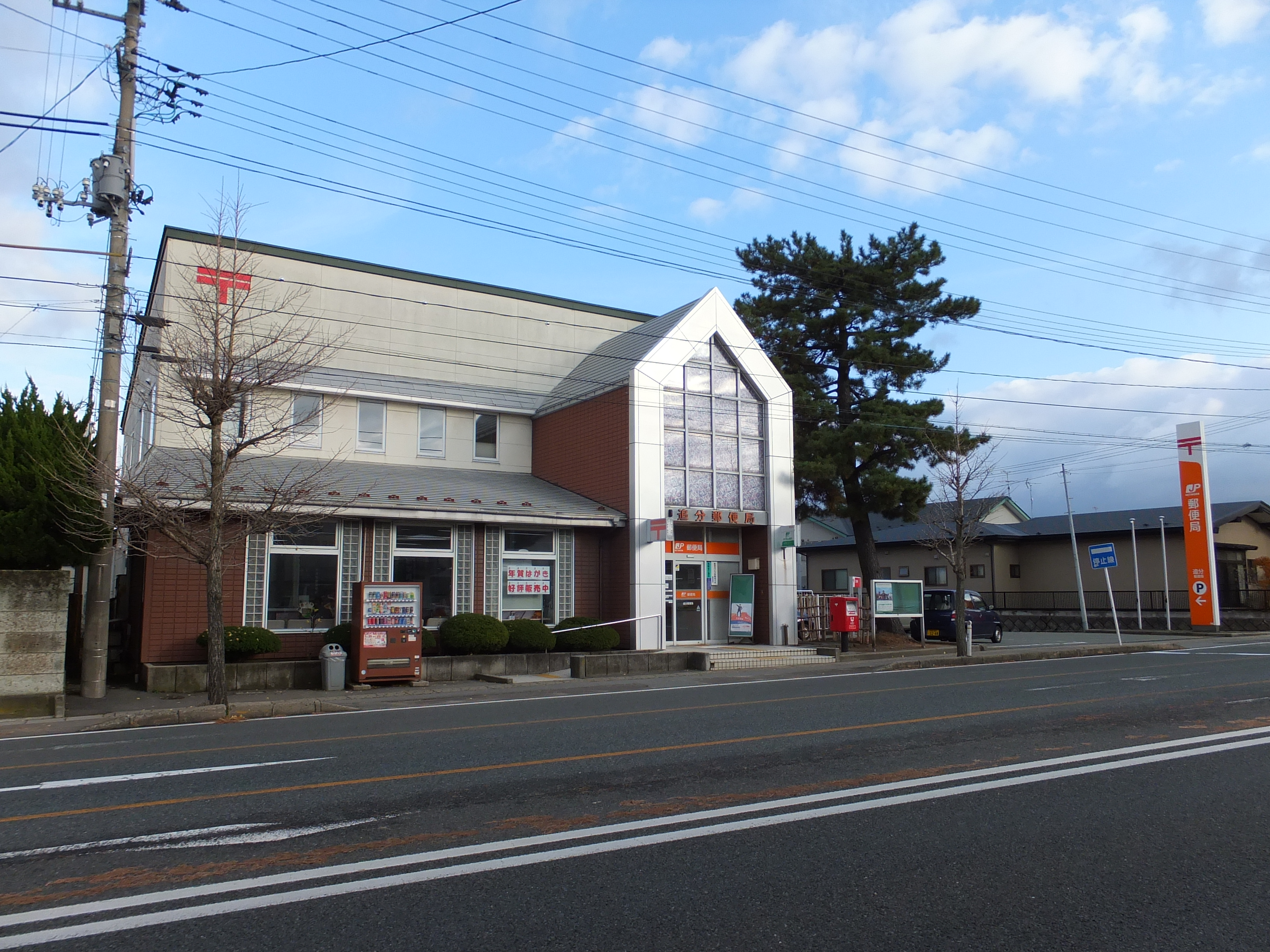
追分郵便局
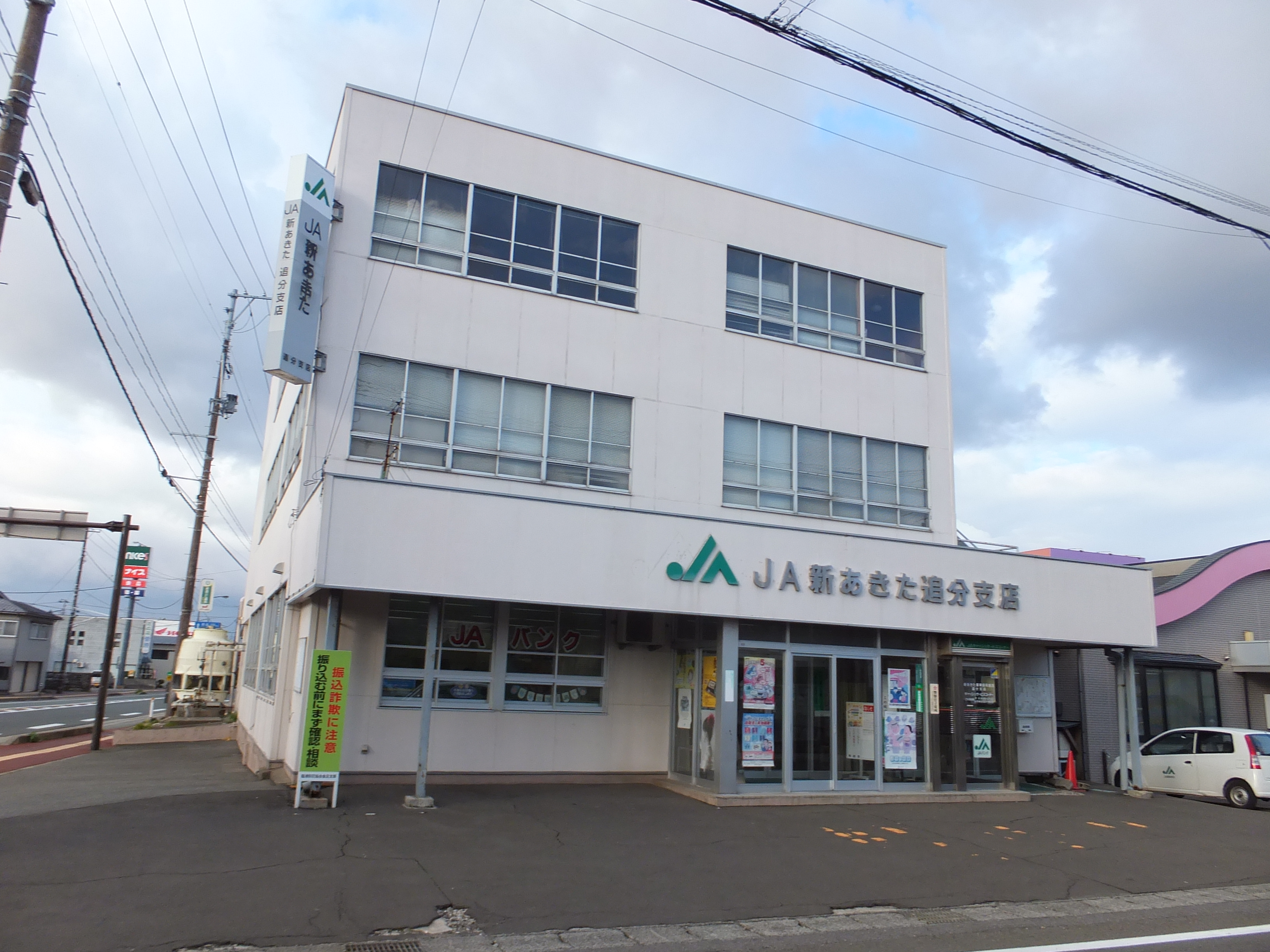
旧新あきた農業協同組合追分支店（解体済み）
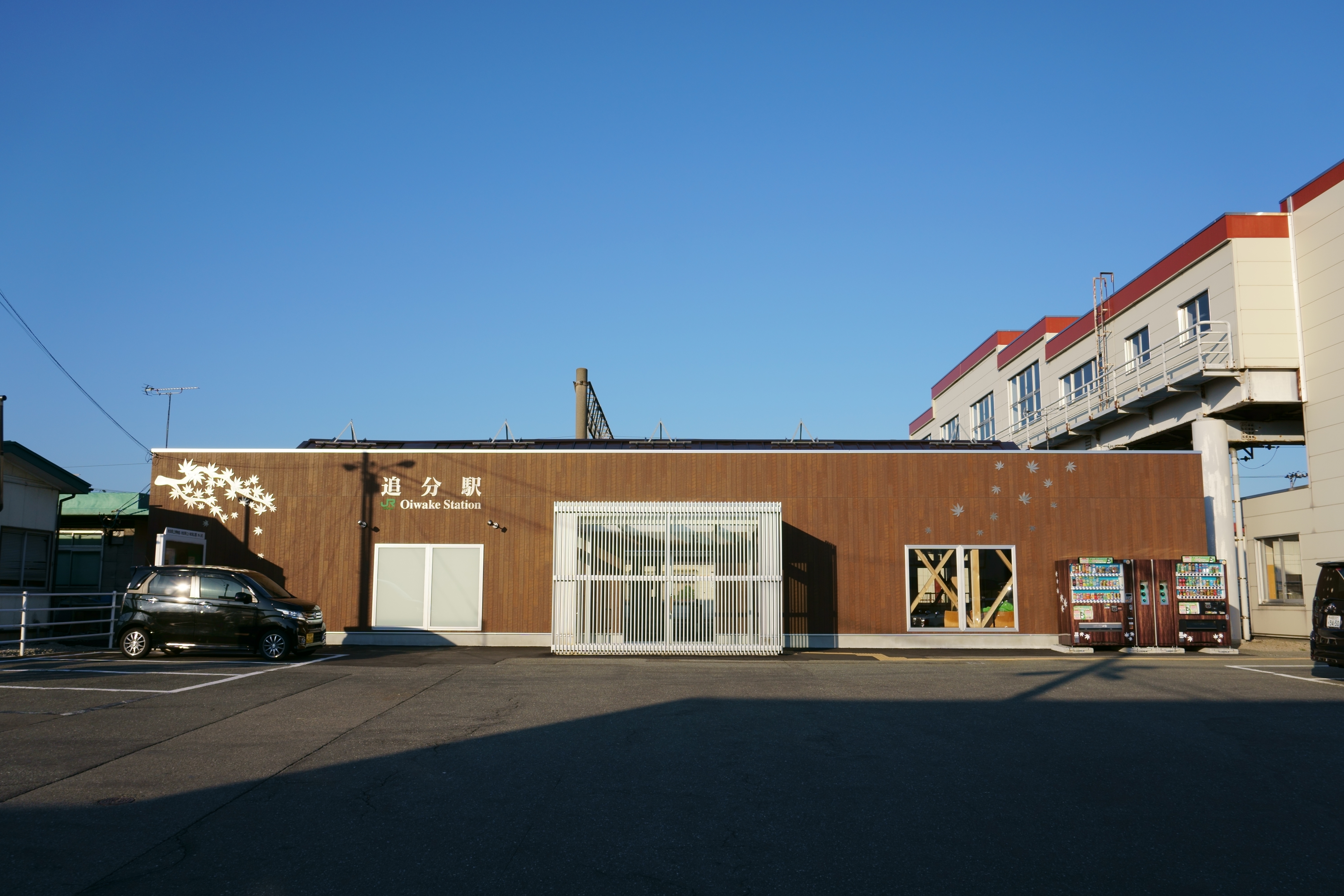
追分駅

## ギャラリー

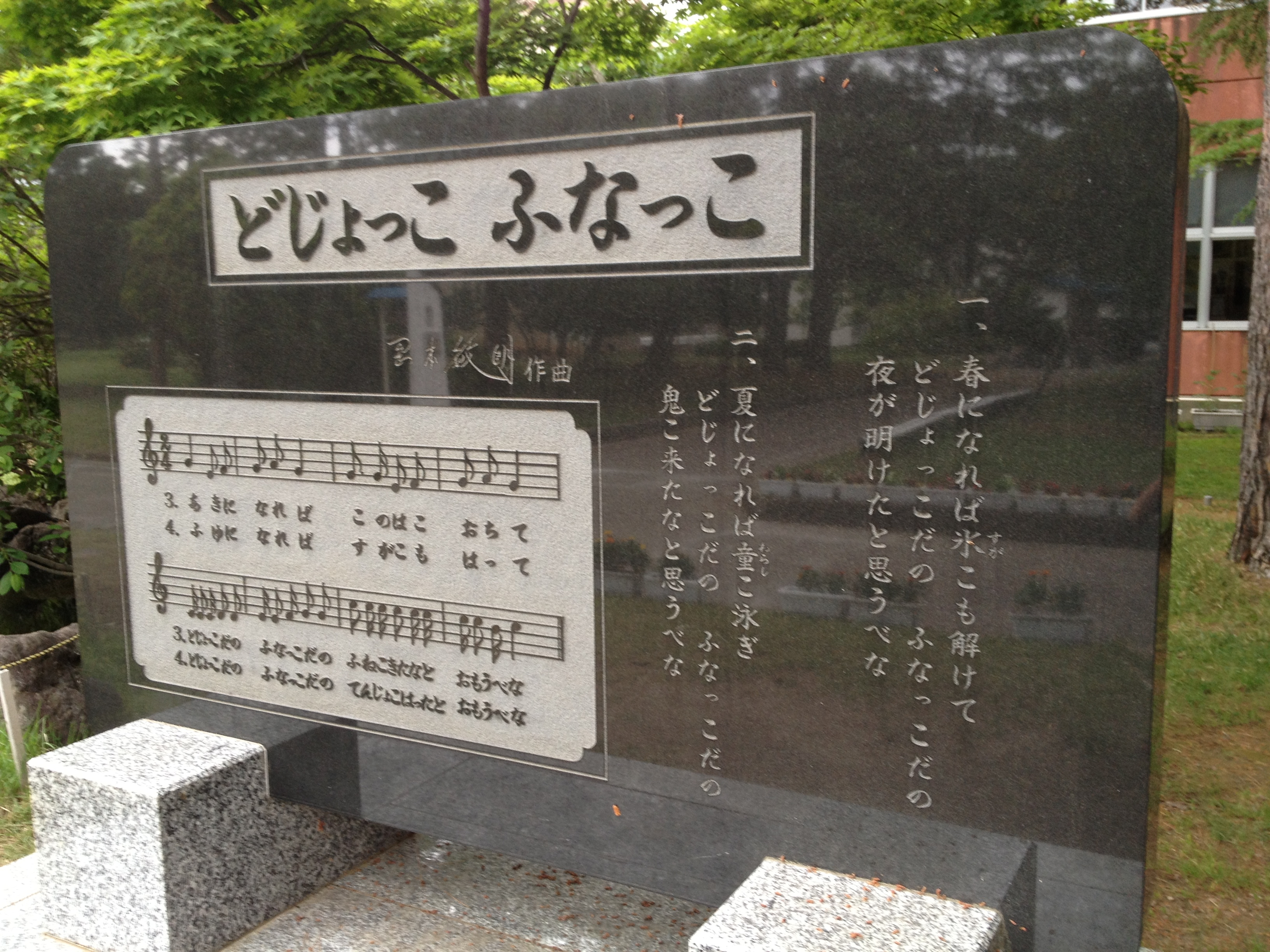
金足西小学校前庭にある歌碑